# Festival de Cinema Europeu de Sevilla
El Festival de Cinema Europeu de Sevilla (anglès: Seville European Film Festival o SEFF) se celebra anualment, cada novembre, des del 2004. L'organitza l'Institut de la Cultura i les Arts del consistori. El primer premi és el Giraldillo d'Or; el segon, el Giraldillo de Plata i, posteriorment, existeixen una altra sèrie de guardons que han variat en les diferents edicions.
Les pel·lícules es projecten en sales dels Multicines Nervión i en el Teatre Lope de Vega de la ciutat. La projecció de pel·lícules es completa amb convocatòries de xerrades, conferències i concerts.

## Història
Abans d'aquest, a la ciutat existia Festival de Cinema de Sevilla, que va celebrar la seva primera edició en 1980 en presència, entre d'altres, de l'actriu Sylvia Kristel, cèlebre per la pel·lícula Emmanuelle. En 2003 se celebraria el Festival de Sevilla de Cinema i Esport i a l'any següent, en 2004, es produiria el canvi de rumb que va derivar en el Festival de Cinema Europeu.
El 2008 va acudir Roberto Saviano, amenaçat de mort per la camorra italiana, per a presentar la pel·lícula Gomorra, inspirada en el seu llibre. En 2009 acudiren Colin Farrell, Paz Vega i Christopher Lee per presentar la pel·lícula Triage.